# Swiss Football League
La Swiss Football League (letteralmente "Lega calcistica svizzera") è l'organizzazione che controlla e dirige il calcio professionistico in Svizzera e per quanto riguarda l’unico club del Liechtenstein. Fondata nel 1933 come Lega Nazionale (in tedesco Nationalliga, in francese Ligue Nationale), ha assunto l'attuale denominazione nel 2003.
La sua sede è a Muri presso Berna. Si occupa dei campionati di Super League e Challenge League ed è pertanto composta da 22 società.

## Storia

### Nascita della Lega Nazionale
La Lega Nazionale fu fondata tra il 15 ed il 16 giugno 1933 a Vevey, dove i rappresentanti di diversi club si erano riuniti per porre termine ad anni di discussioni sulla riforma del calcio nazionale. Esistevano a quell'epoca due organizzazioni all'interno della federazione, la Zusammenschluss der unteren Serien (ZUS), fondata nel 1921 dai club di Serie B e Serie C e l'Association Suisse de Série A (ASSA), nata nel 1925, a cui afferivano le squadre della massima serie. Nel 1931-1932 venne creato il campionato di Lega Nazionale, sebbene solo dopo due anni nacque l'omonimo organismo di controllo. La riforma che diede vita al campionato a girone unico fu attuata per la stagione 1933-1934. Il 28 agosto 1933 furono disputate le prime partite sotto l'egida della nuova lega.
Con la riforma chiamata "progetto Wiederkehr", approvata nel corso dell'assemblea straordinaria federale tenutasi a Lugano il 9 ottobre 1943, a partire dalla stagione 1944-1945 il campionato di Lega Nazionale venne scisso in due distinte categorie, chiamate Lega Nazionale A e Lega Nazionale B, ciascuna delle quali composta da 14 squadre.

### Il professionismo
Il 5 luglio 1960, una circolare della Transfer- und Aufsichtskommission der National-Liga (TRAKO), la Commissione di vigilanza per i trasferimenti della Lega Nazionale, annunciava la possibilità di trasferire un giocatore da un club ad un altro, in cambio di una somma di denaro, senza una richiesta di autorizzazione alla stessa TRAKO. In conseguenza di ciò, lo status dei calciatori elvetici, che sino a quel momento era rimasto ufficialmente «amatoriale», divenne «semiprofessionistico». Tale pratica era, peraltro, di fatto già seguita dai principali club.

### Il cambio di nome
Quando, nel 2003, la lega ha assunto l'attuale denominazione, anche i campionati sono stati conseguentemente ribattezzati come Super League e Challenge League.
Il 18 gennaio 2012 il Neuchâtel Xamax è stato radiato dai quadri della lega in conseguenza del ritiro della licenza professionistica.